# Gedenkstein Walkmühle

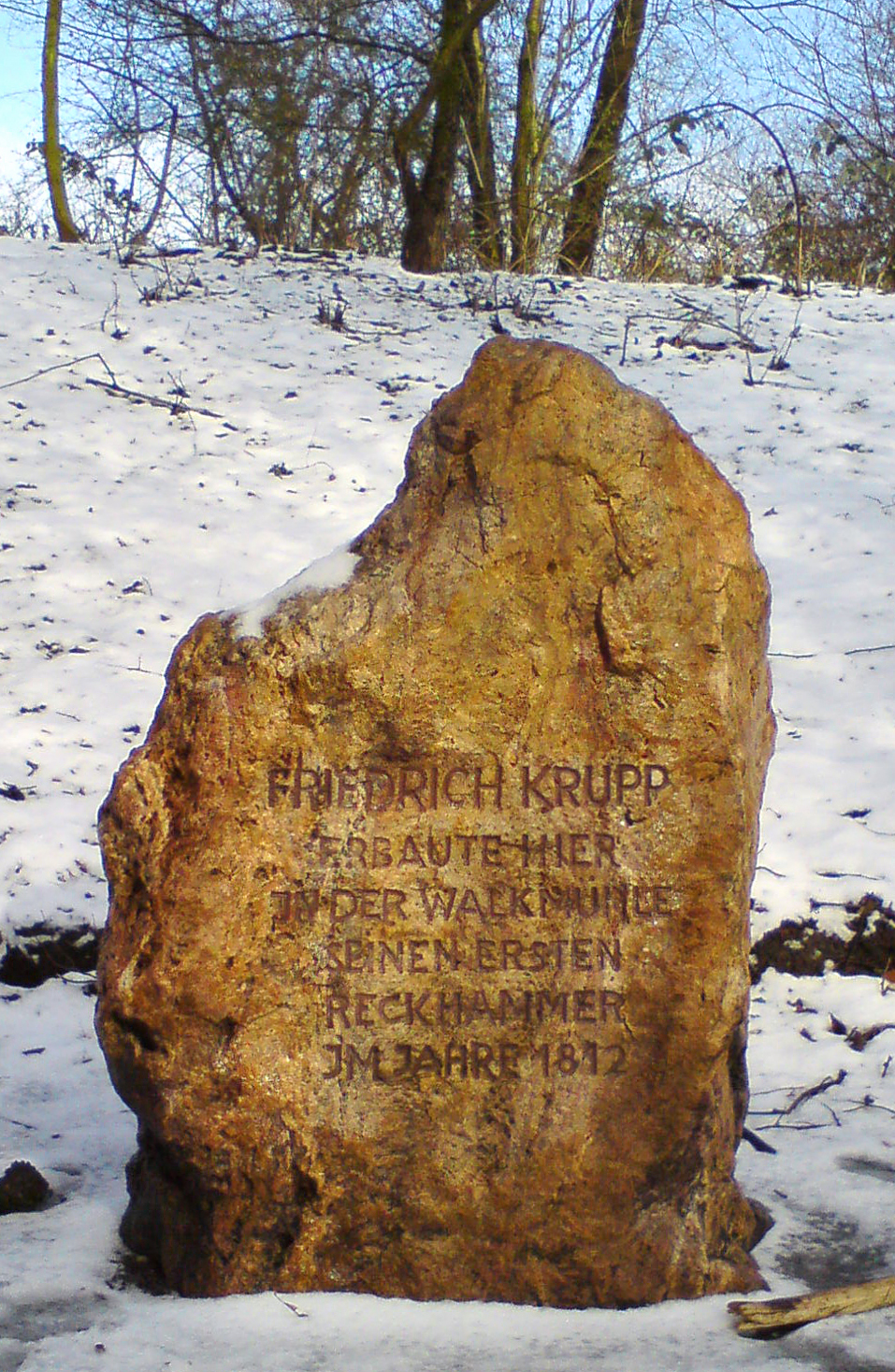
Gedenkstein nahe dem Standort einer ehemaligen Walkmühle, dort, wo Friedrich Krupp seinen ersten Reckhammer errichtete

Der Gedenkstein an der Walkmühle im Essener Stadtteil Vogelheim erinnert seit 1926 an das einst an dieser Stelle erste errichtete Hammerwerk des Firmengründers Friedrich Krupp, und damit an den  Ursprung der Firma Krupp. Sein Sohn Alfred Krupp baute die Krupp-Gussstahlfabrik später am neuen Standort im Westviertel zum zwischenzeitlich größten Industrieunternehmen Europas, der Friedrich Krupp AG, aus, das 1999 in der heutigen ThyssenKrupp AG aufgegangen ist.

## Geschichte

### Die Walkmühle
Die Walkmühle, die von der Berne angetrieben worden war, wird bereits 1446 von der Wollenweberzunft urkundlich erwähnt. Die Mühle könnte auch bereits zum Schmieden verwendet worden sein, denn in einer Urkunde des Borbecker Pfarrarchivs von 1687 ist ein Meister Johan Kappert genannt, der einen eisernen Anker zwecks einer Reparatur durch den Schornstein geführt hat. 1797 kam die Mühle mit dem etwa einen Hektar großen Grundstück durch Kauf in den Besitz von Friedrich Krupps Großmutter Helene Amalie geb. Ascherfeld. Sie vererbte sie, als sie 1810 verstarb, an ihren Enkel Friedrich und seine Schwester Helene.

### Erste Kruppsche Fabrik

Essener Anzeiger, 1933

Auf diesem Areal nördlich der Essener Stadtmauer, in der sumpfigen Emscherniederung an der Berne, errichtete Friedrich Krupp ab 1812 mit dem geerbten Vermögen seiner Großmutter Helene Amalie ein Hammergebäude für einen Reck- und Schmiedehammer und ein Fabrikgebäude. Am 20. November 1811 gründete er bereits mit zwei Teilhabern, von denen Krupp sich 1813 wegen Unvermögen wieder trennte, die Firma Friedrich Krupp zur Verfertigung des Englischen Gussstahls und aller daraus resultierenden Fabrikationen.
Das zweistöckige Fabrikationsgebäude, das über einen Schmelzraum mit sechs Schmelzöfen, eine Tiegelkammer und Lagerräume verfügte, beherbergte im Obergeschoss Wohnräume, ebenso das Hammergebäude. Mithilfe des Zementierofens konnte zunächst nur Zementstahl erzeugt werden, der sich ab Ende 1812 verkaufen ließ. 1818 folgte die Installation des Reckhammers für größere Schmiedeprodukte. In diesem Jahr waren hier zehn Arbeiter beschäftigt. Ursprüngliches Ziel war, englischen Gussstahl zu erzeugen, der aufgrund der Kontinentalsperre Napoleons seit 1806 nicht mehr auf das europäische Festland gelangte. Die ersten Produktionsversuche fanden erst 1818 statt, als die Kontinentalsperre längst aufgehoben war, so dass sich zunächst Draht, dann Werkzeuge sowie Münzstempel und -walzen verkaufen ließen.

### Übergang zu einem neuen Standort
Der Standort an der Berne erwies sich als ungünstig, da nur schlecht erschlossen. Beispielsweise musste die benötigte Kohle vom Flöz Röttgersbank der Zeche Sälzer und Neuack mit Pferdewagen von der damaligen Kleinstadt Essen über teils morastige Eselswege zur Fabrik transportiert werden.  Hinzu kam der schwankende und oft zu niedrige Wasserstand der Berne, die für einen steten Antrieb der Schmiedehämmer nicht geeignet war.
So wurde 1819 ein Schmelzbau auf dem Grund Friedrich Krupps Mutter westlich von Essen errichtet. Da es dort aber keinen Wasserlauf gab, musste das Hammerwerk an der Berne zunächst bestehen bleiben. 1823 gelang es Krupp schließlich, erstmals den damals hochwertigen Tiegelstahl zu erzeugen, jedoch blieben wichtige metallurgische Zusammenhänge noch nicht erklärbar. Nachdem Friedrich Krupp, durch hohe Investitionen stark verschuldet, 1826 im Alter von 39 Jahren starb, nutzte sein erst 14 Jahre alter Sohn Alfred die Fabrik an der Walkmühle weiter. 1830 konnte er mit selbst installierter Drehbank und Schleifmaschine qualitativ gute Stahlwalzen verkaufen.

### Ende der Zweiteilung der Fabrik
Schließlich wurden 1834 drei Schwanzhämmer und ein Reckhammer, nun mit einer Dampfmaschine angetrieben, am neuen Standort im Essener Westen errichtet. Damit waren die Schmiedehämmer an der Berne überflüssig und die dortige, zunächst verpachtete Fabrik 1839 verkauft worden. Der Schmiedebetrieb war bereits seit 1836 eingestellt. Der Reckhammer ging an einen Schmied aus Hagen.

## Heutiger Zustand
Als einzige Erinnerung befindet sich in der Nähe des Geländes der ehemaligen Walkmühle der am 24. September 1926 aufgestellte Gedenkstein. Von den einstigen Werkstätten sind keinerlei Überreste mehr sichtbar.
1908 fiel das Grundstück an der ehemaligen Walkmühle an die Zeche Anna. Um 1910 gingen vermutlich die meisten Relikte der vergangenen Fabrik verloren, als die Berne kanalisiert und das gesamte Areal umgestaltet wurde. Nach 1960 wurde das ehemalige Fabrikgelände mit neuen Werkhallen überbaut und der Gedenkstein etwas abseits an seinen heutigen Standort versetzt.
Die heutige Straße An der Walkmühle erhielt ihren Namen 1915, genau wie ihre Verlängerung, die Walkmühlenstraße. Diese trug zuvor seit 1891 den Namen Grenzstraße.